# David Stoop

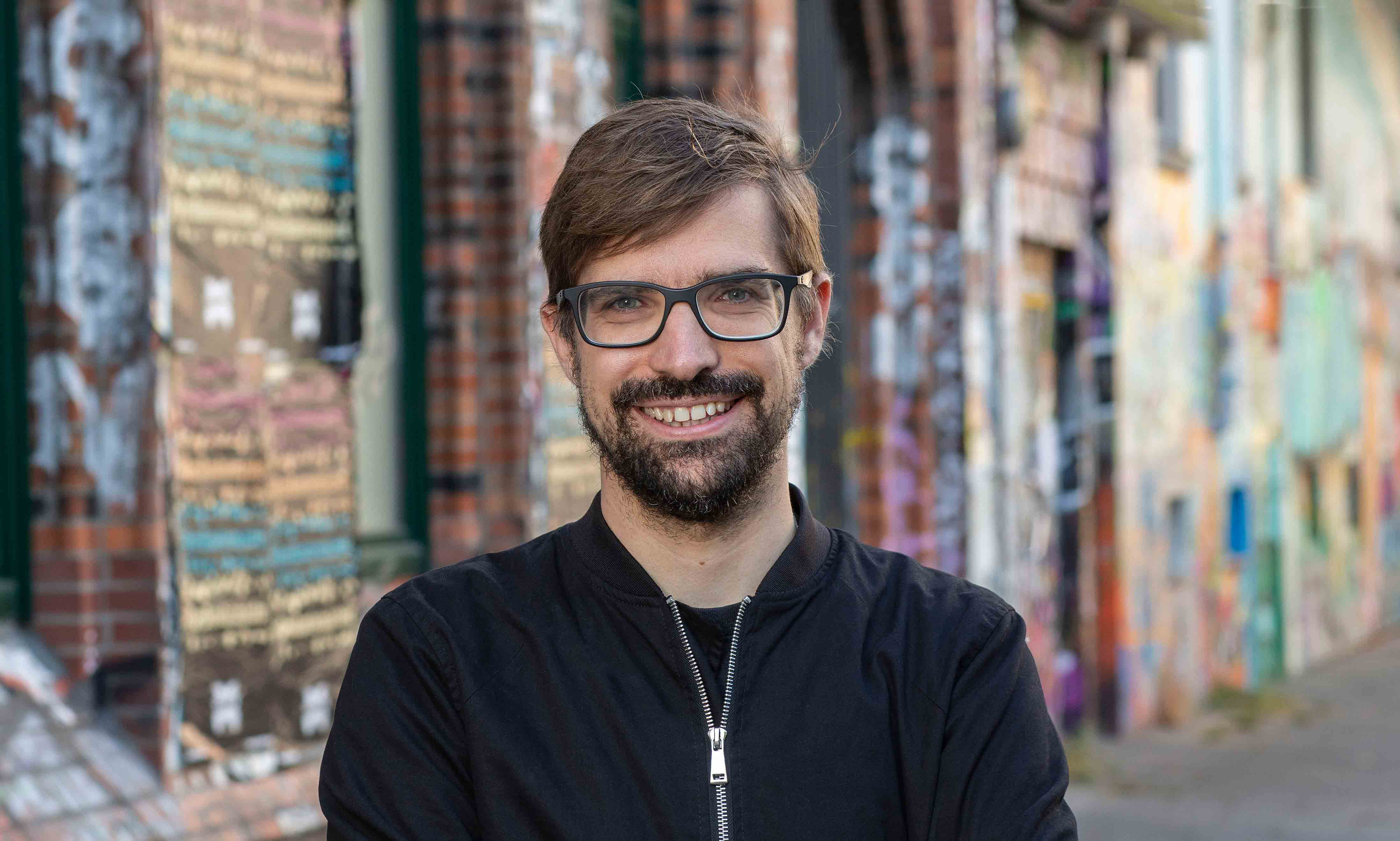
David Stoop (2021)

David Christopher Stoop (* 4. Oktober 1983 in Engelskirchen) ist ein deutscher Politiker (Die Linke) und seit 2020 Abgeordneter der Hamburgischen Bürgerschaft.

## Leben
David Stoop wuchs in Bielstein auf. Er studierte Sozialwissenschaften, Englisch, Deutsch und Pädagogik an den Universitäten in Köln und in Durham (Großbritannien). Im Anschluss war er zunächst wissenschaftlicher Mitarbeiter an der Kölner Universität, danach im Bereich der Jugendbildung bei der DGB-Jugend tätig. Er wechselte 2015 nach Hamburg und ist bei der Deutschen Angestellten-Akademie (DAA) angestellt.

## Politik
Stoop trat 2007 in die Partei Die Linke ein, deren Hamburger Landessprecher er von 2017 bis 2020 war. Bei der Wahl zur Hamburger Bürgerschaft 2020 zog er über den Landeslistenplatz 2 in die Hamburger Bürgerschaft ein. Bei der Bürgerschaftswahl 2025 wurde erneut in die Bürgerschaft gewählt. Anschließend wurde er gemeinsam mit Heike Sudmann zum Vorsitzenden der dortigen Linksfraktion gewählt.